# Jens Hübschen

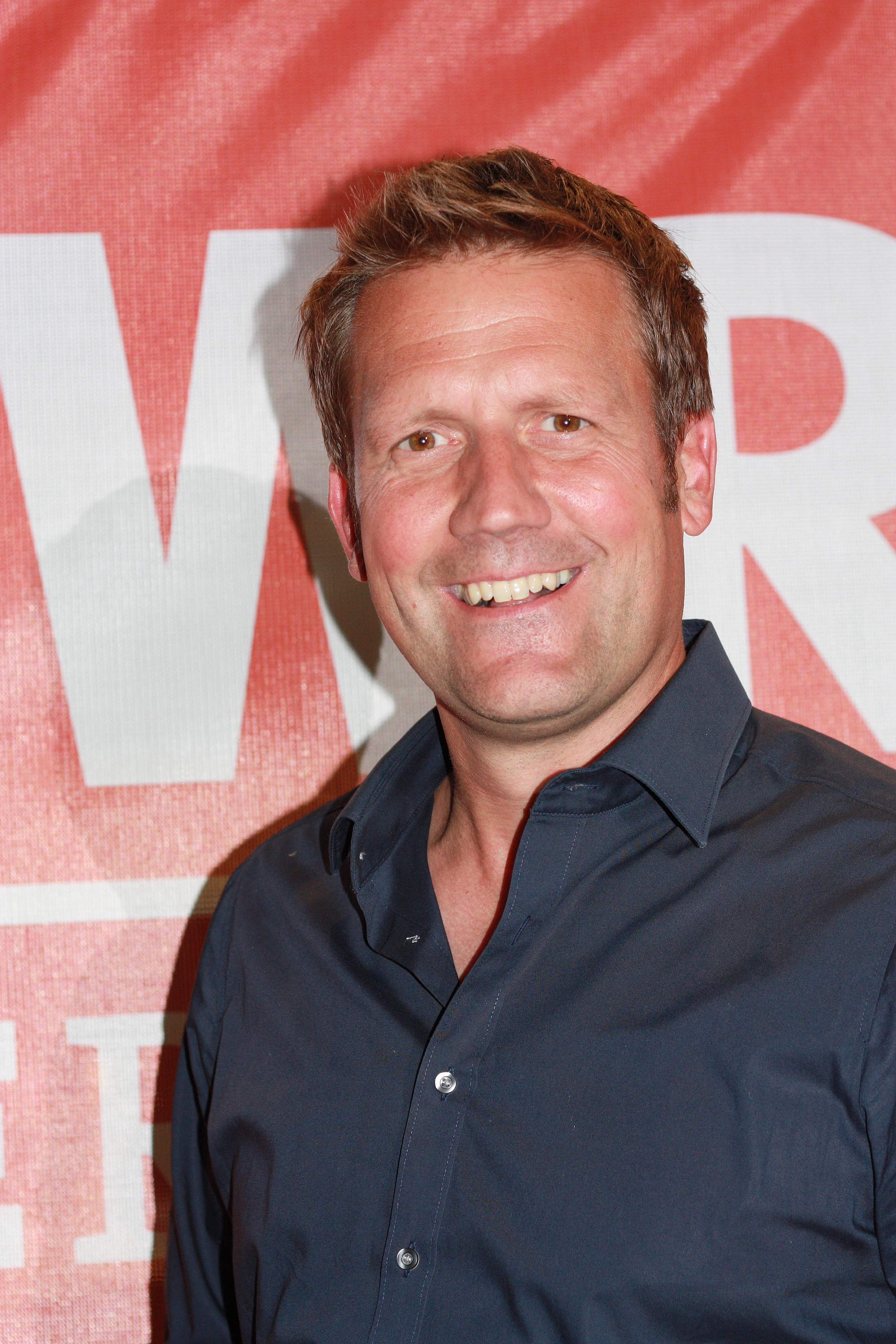
Jens Hübschen beim SWR Sommerfestival 2016 in Mainz

Jens Hübschen (* 1972 in Sande) ist ein deutscher Hörfunk- und Fernseh-Moderator.

## Leben
Jens Hübschen wurde im Landkreis Friesland geboren. Zwecks Studium der Volkswirtschaftslehre kam er nach Münster. Zu jener Zeit wurde er freier Mitarbeiter beim Radiosender Antenne Münster. Nach seinem Studium kam er als Volontär zum Südwestfunk nach Mainz. Ab 1998 wurde er beim SWR-Fernsehen als Autor und Moderator tätig, darunter auch als Wetterreporter. Ab 2003 moderierte er beim ZDF Volle Kanne – Service täglich sowie im Radio die Talksendung SWR 1 – Leute. Seit 2010 gehört er zum Moderationsteam von Kaffee oder Tee, seit 2011 führt er durch Stadt – Land – Quiz. Weitere SWR-Formate unter seiner Moderation waren MarktFrisch, Expedition in die Heimat und von 2015 bis 2019 die Quiz-Helden.

## Sonstiges
Er ist ein Bruder von Henrik Hübschen.